# Medalles del Cercle d'Escriptors Cinematogràfics de 1971
La cerimònia de lliurament de les medalles del Cercle d'Escriptors Cinematogràfics de 1971 va tenir lloc en 1972 al Cinema Palafox de Madrid. Va ser el vint-i-setè lliurament d'aquestes medalles, atorgades per primera vegada veintiseis anys abans pel Cercle d'Escriptors Cinematogràfics (CEC). Els premis tenien per finalitat distingir als professionals del cinema espanyol i estranger pel seu treball durant l'any 1971. Després de l'acte es va projectar la pel·lícula Taking Off, dirigida per Miloš Forman.
Es van lliurar els mateixos disset premis de la edició anterior i, a més, es van concedir dos nous premis a la millor pel·lícula infantil i a la millor labor crítica. Va haver-hi dues pel·lícules triomfadores: Españolas en París, que va guanyar les medalles a millor pel·lícula, millor actriu, millor actriu de repartiment i el Premi revelació; i Mi querida señorita, que va obtenir les medalles a millor director, millor actor i millor guió.

## Llista de medalles
| Categoria                            | Premiat                              | Labor premiada                 |
| ------------------------------------ | ------------------------------------ | ------------------------------ |
| Millor pel·lícula                    | Españolas en París                   | Pel·lícula                     |
| Millor director                      | Jaime de Armiñán                     | Mi querida señorita            |
| Millor actriu                        | Laura Valenzuela                     | Españolas en París             |
| Millor actor                         | José Luis López Vázquez              | Mi querida señorita            |
| Millor actriu de repartiment         | Elena María Tejeiro                  | Españolas en París             |
| Millor actor de repartiment          | Antonio Ferrandis                    | Labor de conjunt               |
| Millor fotografia                    | Mario Pacheco                        | La araucana                    |
| Millor música                        | Desert                               |                                |
| Millor ambientació                   | Eduardo Torre de la Fuente           | La Araucana                    |
| Millor guió                          | Jaime de Armiñán José Luis Borau     | Mi querida señorita            |
| Labor literària                      | César Santos Fontenla                | Treballs a Informaciones       |
| Millor pel·lícula estrangera         | La balada de Cable Hogue             | Pel·lícula                     |
| Premi revelació                      | Roberto Bodegas                      | Españolas en París             |
| Millor llibre                        | Antonio del Amo                      | Estética del montaje           |
| Labor periodística                   | Juan José Porto                      | Treballs a El Alcázar i Pyresa |
| Millor curtmetratge                  | Mantis                               | De Luis Mamerto López Tapia    |
| Millor pel·lícula de sales especials | El manuscrito encontrado en Zaragoza | Pel·lícula                     |
| Millor pel·lícula infantil           | Piel de asno                         | Pel·lícula                     |
| Labor crítica                        | Soledad San Mateo «Graciella»        | Treball a Dígame               |